# Aminatta Forna
Œuvres principales
The Devil That Danced on the Water: A Daughter's Quest
Compléments
Royal Society of Literature
Aminatta Forna, née en 1964 à Glasgow, est une écrivaine britannique.

## Biographie
Elle est née d’un père originaire de la Sierra Leone et d’une mère écossaise.
Elle obtient le Commonwealth Writers' Prize (en) en 2011 pour The Memory of Love.

## Œuvres
- The Devil that Danced on the Water, 2002[1]
- Ancestor Stones, 2006 Publié en français sous le titre Les Jardins des femmes, traduit par Delphine et Jean-Louis Chevalier, Paris, Éditions Flammarion, 2008, 341 p.  (ISBN 978-2-08-120180-4)
- The Memory of Love, 2010[2]
- The Hired Man, 2013[3]
- The Angel of Mexico City, livre numérique, 2014